# 미쉐린 가이드

<미쉐린 가이드> 서울편 (2017)의 표지.

미쉐린 가이드(Michelin Guide)는 프랑스 타이어 회사 미쉐린이 출판하는 가이드북이다. 프랑스어로는 "기드 미슐랭(프랑스어: Guide Michelin)"이라고 하며, 레스토랑 안내서를 따로 두고 "레드 가이드(Red Guide)"라는 별칭으로도 부른다. 영미권에서도 불어 이름인 미슐랭 가이드로 통칭하나, 한국에서는 미쉐린 코리아에 의해 미쉐린 가이드가 공식 명칭이 되었다.
1889년에 앙드레 미슐랭과 에두아르 미슐랭 형제가 세운 타이어 회사인 미쉐린에서 1900년 창간한 책이며 1년마다 판을 바꾼다. 처음에는 자동차 운전자를 위한 안내서였으나 1926년 음식이 맛있다고 소문난 호텔에 별을 붙인 것이 "레드 가이드"의 시초이며, 식당까지 별을 붙이는 현재의 방식이 완성된 것은 1933년이다. 이때부터 전문 심사원에 의한 암행 조사 방식을 취하였으며, 암행 심사원이 손님으로 가서 음식을 먹고 보고서를 작성하면 이를 근거로 심사원 합의에 의해 평가를 한다. 2016년 11월 현재까지 전 세계에서 스타를 받은 레스토랑은 총 2700여개로, 1스타는 2173개, 2스타 레스토랑은 416개, 3스타 레스토랑 111개다.
앙드레 미슐랭은 "이 책은 20세기의 시작과 함께 태어났으며 20세기가 지속되는 한 남아 있을 것입니다."라고 말했다.

## 레드 가이드

### 미쉐린 스타
미쉐린 스타 또는 미슐랭 스타는 미쉐린 가이드의 레스토랑 안내서인 레드 가이드에서 각 레스토랑에 총 세 가지의 '스타' (별점)을 부여한다.
- - 요리가 훌륭한 식당
- - 요리가 훌륭하여 멀리 찾아갈 만한 식당
- - 요리가 매우 훌륭하여 맛을 보기 위해 특별한 여행을 떠날 가치가 있는 식당

한편 별점 외에도 빕 구르망 (Bib Gourmand)이라는 레스토랑 명단이 따로 존재하며, "합리적인 가격에 훌륭한 음식을 선사하는 친근한 분위기의 레스토랑"을 기준으로 삼는다. 1957년에 처음 도입되었으며, 처음 도입되었을 당시 전채 요리, 메인 요리와 후식을 합리적인 가격대에 제공하는 곳을 'R' 심벌로 표시했었다. 1997년부터는 미쉐린의 마스코트 비벤덤이 입맛을 다시는 픽토그램으로 표시되고 있다. 빕 구르망은 각 나라의 도시별로 구체적인 가격대를 기준으로 맛있는 음식을 제공하는 레스토랑에 부여되는데, 예를 들어 서울 편에서는 평균 4만 5천 원 이하의 가격대에서 높은 수준의 음식을 제공하는 식당들을 대상으로 평가했다.
2018년에는 ‘더 플레이트(The Plate)’ 타이틀이 새롭게 추가됐다. 더 플레이트는 ‘미쉐린 가이드 파리 2016’에서 최초로 선보인 카테고리로 ‘좋은 요리를 맛볼 수 있는 레스토랑’에 부여하는 타이틀이다. 별을 받거나 가성비 좋은 레스토랑에 주어지는 ‘빕 구르망’에 선정되지 않았지만 그해 가이드에 소개된 미쉐린 추천 레스토랑을 지칭한다.
한편 레스토랑의 평가 기준에 음식 외에 식기나 인테리어, 서비스도 참고한다고 생각하는 경우가 많으나, 스타 평가에 들어가지는 않는다. 대신 가이드 전체에 적용되는 쿠베르 (Couvert) 픽토그램 중 하나로 이들 요소를 표시하는데, 이 픽토그램은 레스토랑 또는 호텔에 대한 다양한 정보를 심벌로 간단하게 설명해 준다. 쿠베르 픽토그램 중에서 포크와 나이프 픽토그램은 레스토랑의 안락함을, 파빌리온 픽토그램은 호텔의 안락함을 나타낸다. 포크와 나이프 픽토그램을 한 개 받은 레스토랑은 꽤 안락한 곳이고 다섯 개를 받은 레스토랑은 최상의 안락함을 제공한다. 까만색 픽토그램은 기본적인 안락함을, 빨간색 픽토그램은 특별한 안락함을 의미한다.

## 도시별 미쉐린 가이드 선정지 현황
| 도시                       | 발행년도 |    |    |     | 빕 구르망                              | 총계                                    |
| -------------------------- | -------- | -- | -- | --- | -------------------------------------- | --------------------------------------- |
| 파리                       | 2012년판 | 10 | 17 | 50  | 70 (35유로)                            | 호텔 60곳, 레스토랑 453곳               |
| 시카고                     | 2015년판 | 2  | 3  | 19  | 59 (40달러)                            | 레스토랑 400곳                          |
| 홍콩, 마카오               | 2012년판 | 5  | 13 | 51  | 64 (300달러(홍콩) / 300파타카(마카오)) | 레스토랑 272곳, 호텔 60곳               |
| 교토, 오사카, 고베, 나라   | 2012년판 | 15 | 61 | 224 | 40 (5000엔)                            | 레스토랑 296곳, 호텔 48곳, 료칸 41곳    |
| 라스베가스 (중단됨)        | 2008년판 | 1  | 3  | 13  |                                        | 레스토랑 127곳, 호텔 30곳 (2007년 기준) |
| 런던                       | 2012년판 | 2  | 7  | 46  | 45 (28파운드)                          | 레스토랑 450곳, 호텔 50곳               |
| 로스앤젤레스 (중단됨)      | 2008년판 | 0  | 4  | 16  |                                        | 레스토랑 263곳, 호텔 27곳 (2007년 기준) |
| 유럽 주요 도시             | 2010년판 | 15 | 55 | 271 | 231                                    | 레스토랑 1,715곳, 호텔 1,542곳          |
| 뉴욕                       | 2016년판 | 6  | 10 | 60  | 124 (40달러)                           |                                         |
| 샌프란시스코 베이 에어리어 | 2016년판 | 5  | 7  | 38  | 74 (40달러)                            | 레스토랑 505곳                          |
| 서울                       | 2018년판 | 2  | 4  | 18  | 48 (35,000원 이하)                     | 레스토랑 175곳, 호텔 36곳               |
| 상하이                     | 2017년판 | 1  | 7  | 18  | 25 (200위안 이하)                      |                                         |
| 싱가포르                   | 2016년판 | 1  | 6  | 22  | 34 (45달러(싱가포르))                  |                                         |
| 도쿄, 요코하마, 쇼난       | 2012년판 | 17 | 57 | 219 | 95 (5000엔)                            | 레스토랑 292곳, 호텔 54곳, 료칸 10곳    |

## 같이 보기
- 저갯 서베이
- 블루리본 서베이 - 대한민국 최초의 레스토랑 안내서